# Shino (keramik)

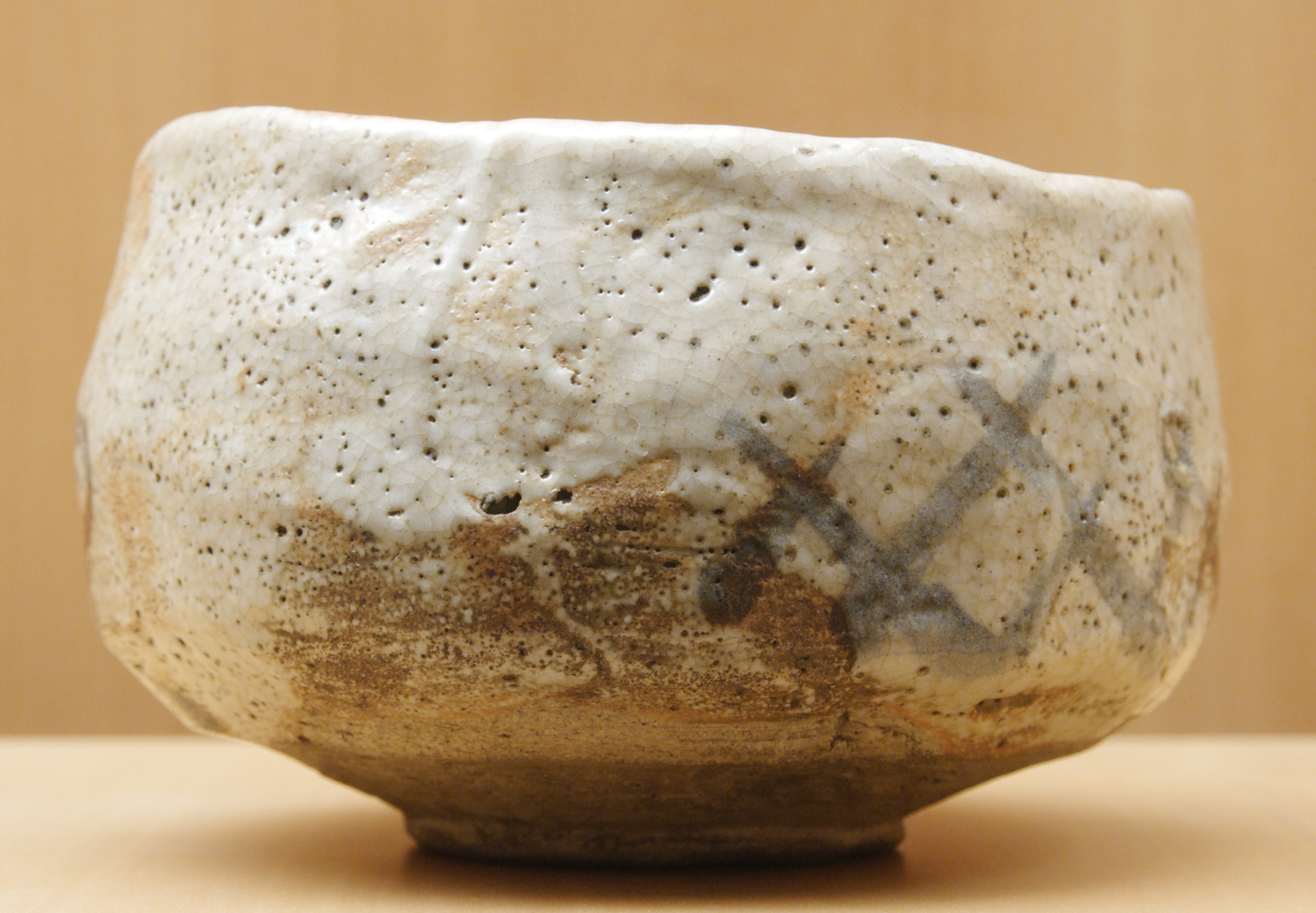
Teskål i Shinokeramik.

Shino är en typ av japansk keramik med ursprung från den historiska provinsen Mino, belägen i nuvarande Gifu prefektur, där stengods av fin vit lera tillverkades under senare delen av 1500-talet och tidiga 1600-talet. Den kännetecknas av tjock vit glasyr, shinoglasyr, röda märken från bränningen och textur med små hål. Bränningen sker under låg temperatur och längre tid.